# Hecalus pallescens
Hecalus pallescens är en insektsart som beskrevs av Carl Stål 1864. Hecalus pallescens ingår i släktet Hecalus och familjen dvärgstritar. Inga underarter finns listade i Catalogue of Life.